# Società Sportiva Chieti 1959-1960
Questa voce raccoglie le informazioni riguardanti la Società Sportiva Chieti nelle competizioni ufficiali della stagione 1959-1960.

## Rosa
| N. |                   | Ruolo | Calciatore              |
| -- | ----------------- | ----- | ----------------------- |
|    | Italia (bandiera) |       | Allegretti              |
|    | Italia (bandiera) |       | Barone                  |
|    | Italia (bandiera) | C     | Natale Casisa           |
|    | Italia (bandiera) | C     | Francesco De Benedictis |
|    | Italia (bandiera) |       | Di Luzio                |
|    | Italia (bandiera) |       | Di Salvatore            |
|    | Italia (bandiera) | D     | Vincenzo Faleo          |
|    | Italia (bandiera) | C     | Nino Frati              |
|    | Italia (bandiera) | C     | Vittorio Giannini       |
|    | Italia (bandiera) |       | Golin                   |
|    | Italia (bandiera) | A     | Alceo Luna              |

| N. |                   | Ruolo | Calciatore         |
| -- | ----------------- | ----- | ------------------ |
|    | Italia (bandiera) | C     | Roberto Luna       |
|    | Italia (bandiera) | C     | Giuseppe Mascherpa |
|    | Italia (bandiera) | D     | Rocco Melideo      |
|    | Italia (bandiera) | A     | Sergio Nundini     |
|    | Italia (bandiera) | A     | Luigi Orazi        |
|    | Italia (bandiera) | C     | Enzo Pandolfini    |
|    | Italia (bandiera) |       | Pesce              |
|    | Italia (bandiera) | C     | Radames Pizzolitto |
|    | Italia (bandiera) | P     | Sergio Rizzotto    |
|    | Italia (bandiera) | C     | Domenico Rosati    |
|    | Italia (bandiera) | C     | Eliseo Vascotto    |